# Tony Award des meilleures lumières
Le Tony Award des meilleurs lumières (Tony Award for Best Lighting Design) est un prix récompensant la meilleure conception de éclairages de scène, remis lors de la cérémonie des Tony Awards. Le prix a été présenté pour la première fois en 1970 et récompensait à la fois des pièces de théâtre et des comédies musicales. Depuis 2005, la catégorie a été divisée deux catégories distinctes : Tony Award des meilleures lumières pour une pièce et Tony Award des meilleures lumières pour une comédie musicale.

## Lauréats et nommés

### Années 1970
| Année                              | Designer                                       | Production |
| ---------------------------------- | ---------------------------------------------- | ---------- |
| 1970 24e cérémonie des Tony Awards |                                                |            |
| Jo Mielziner                       | Child's Play                                   |            |
| Tharon Musser                      | Applause                                       |            |
| Thomas R. Skelton                  | Indians                                        |            |
| 1971 25e cérémonie des Tony Awards |                                                |            |
| R.H. Poindexter                    | Paul Sill's Story Theatre                      |            |
| Robert Ornbo                       | Company                                        |            |
| William Ritman                     | Sleuth                                         |            |
| 1972 26e cérémonie des Tony Awards |                                                |            |
| Tharon Musser                      | Follies                                        |            |
| Martin Aronstein                   | Ain't Supposed To Die a Natural Death          |            |
| John Bury                          | Old Times                                      |            |
| Jules Fisher                       | Jesus Christ Superstar                         |            |
| 1973 27e cérémonie des Tony Awards |                                                |            |
| Jules Fisher                       | Pippin                                         |            |
| Martin Aronstein                   | Much Ado About Nothing                         |            |
| Ian Calderon                       | That Championship Season                       |            |
| Tharon Musser                      | A Little Night Music                           |            |
| 1974 28e cérémonie des Tony Awards |                                                |            |
| Jules Fisher                       | Ulysses in Nighttown                           |            |
| Martin Aronstein                   | Boom Boom Room                                 |            |
| Ken Billington                     | The Visit                                      |            |
| Ben Edwards                        | A Moon for the Misbegotten                     |            |
| Tharon Musser                      | The Good Doctor                                |            |
| 1975 29e cérémonie des Tony Awards |                                                |            |
| Neil Peter Jampolis                | Sherlock Holmes                                |            |
| Abe Feder                          | Goodtime Charley                               |            |
| Chip Monk                          | The Rocky Horror Show                          |            |
| Andy Phillips                      | Equus                                          |            |
| Thomas R. Skelton                  | All God's Chillun Got Wings                    |            |
| James Tilton                       | Seascape                                       |            |
| 1976 30e cérémonie des Tony Awards |                                                |            |
| Tharon Musser                      | A Chorus Line                                  |            |
| Ian Calderon                       | Trelawny of the Wells                          |            |
| Jules Fisher                       | Chicago                                        |            |
| Tharon Musser                      | Pacific Overtures                              |            |
| 1977 31e cérémonie des Tony Awards |                                                |            |
| Jennifer Tipton                    | The Cherry Orchard                             |            |
| John Bury                          | No Man's Land                                  |            |
| Pat Collins                        | Threepenny Opera                               |            |
| Neil Peter Jampolis                | The Innocents                                  |            |
| 1978 32e cérémonie des Tony Awards |                                                |            |
| Jules Fisher                       | Dancin'                                        |            |
| Ken Billington                     | Working                                        |            |
| Jules Fisher                       | Beatlemania                                    |            |
| Tharon Musser                      | The Act                                        |            |
| 1979 33e cérémonie des Tony Awards |                                                |            |
| Roger Morgan                       | The Crucifer of Blood                          |            |
| Ken Billington                     | Sweeney Todd: The Demon Barber of Fleet Street |            |
| Beverly Emmons                     | The Elephant Man                               |            |
| Tharon Musser                      | Ballroom                                       |            |

### Années 1980
| Année                               | Designer                                     | Production |
| ----------------------------------- | -------------------------------------------- | ---------- |
| 1980 34e cérémonie des Tony Awards  |                                              |            |
| David Hersey                        | Evita                                        |            |
| Beverly Emmons                      | A Day in Hollywood/A Night in the Ukraine    |            |
| Craig Miller                        | Barnum                                       |            |
| Dennis Parichy                      | Talley's Folly                               |            |
| 1981 35e cérémonie des Tony Awards  |                                              |            |
| John Bury                           | Amadeus                                      |            |
| Tharon Musser                       | 42nd Street                                  |            |
| Dennis Parichy                      | Fifth of July                                |            |
| Jennifer Tipton                     | Sophisticated Ladies                         |            |
| 1982 36e cérémonie des Tony Awards  |                                              |            |
| Tharon Musser                       | Dreamgirls                                   |            |
| Martin Aronstein                    | Medea                                        |            |
| David Hersey                        | The Life and Adventures of Nicholas Nickleby |            |
| Marcia Madeira                      | Nine                                         |            |
| 1983 37e cérémonie des Tony Awards  |                                              |            |
| David Hersey                        | Cats                                         |            |
| Ken Billington                      | Foxfire                                      |            |
| Robert Bryan                        | All's Well That Ends Well                    |            |
| Allen Lee Hughes                    | K2                                           |            |
| 1984 38e cérémonie des Tony Awards  |                                              |            |
| Richard Nelson                      | Sunday in the Park with George               |            |
| Ken Billington                      | End of the World                             |            |
| Jules Fisher                        | La Cage aux folles                           |            |
| Marc B. Weiss                       | A Moon for the Misbegotten                   |            |
| 1985 39e cérémonie des Tony Awards  |                                              |            |
| Richard Riddell                     | Big River                                    |            |
| Terry Hands                         | Cyrano de Bergerac                           |            |
| Terry Hands                         | Much Ado About Nothing                       |            |
| Allen Lee Hughes                    | Strange Interlude                            |            |
| 1986 40e cérémonie des Tony Awards  |                                              |            |
| Pat Collins                         | I'm Not Rappaport                            |            |
| Jules Fisher                        | Song and Dance                               |            |
| Paul Gallo                          | The House of Blue Leaves                     |            |
| Thomas R. Skelton                   | The Iceman Cometh                            |            |
| 1987 41e cérémonie des Tony Awards  |                                              |            |
| David Hersey                        | Les Misérables                               |            |
| Martin Aronstein                    | Wild Honey                                   |            |
| Beverly Emmons et Chris Parry       | Les Liaisons dangereuses                     |            |
| David Hersey                        | Starlight Express                            |            |
| 1988 42e cérémonie des Tony Awards  |                                              |            |
| Andrew Bridge                       | The Phantom of the Opera                     |            |
| Paul Gallo                          | Anything Goes                                |            |
| Richard Nelson                      | Into the Woods                               |            |
| Andy Phillips                       | M. Butterfly                                 |            |
| 1989 43e cérémonie des Tony Awards  |                                              |            |
| Jennifer Tipton                     | Jerome Robbins' Broadway                     |            |
| Neil Peter Jampolis et Jane Reisman | Black and Blue                               |            |
| Brian Nason                         | Metamorphoses                                |            |
| Nancy Schertler                     | Largely New York                             |            |

### Années 1990
| Année                               | Designer                                 | Production |
| ----------------------------------- | ---------------------------------------- | ---------- |
| 1990 44e cérémonie des Tony Awards  |                                          |            |
| Jules Fisher                        | Grand Hotel                              |            |
| Paul Gallo                          | City of Angels                           |            |
| Neil Peter Jampolis et Paul Pyant   | Orpheus Descending                       |            |
| Kevin Rigdon                        | The Grapes of Wrath                      |            |
| 1991 45e cérémonie des Tony Awards  |                                          |            |
| Jules Fisher                        | The Will Rogers Follies                  |            |
| David Hersey                        | Miss Saigon                              |            |
| Allen Lee Hughes                    | Once on This Island                      |            |
| Jennifer Tipton                     | La Bête (en)                             |            |
| 1992 46e cérémonie des Tony Awards  |                                          |            |
| Jules Fisher                        | Jelly's Last Jam                         |            |
| Paul Gallo                          | Crazy for You                            |            |
| Paul Gallo                          | Guys and Dolls                           |            |
| Richard Pilbrow                     | Four Baboons Adoring the Sun             |            |
| 1993 47e cérémonie des Tony Awards  |                                          |            |
| Chris Parry                         | The Who's Tommy                          |            |
| Howell Binkley                      | Kiss of the Spider Woman                 |            |
| Jules Fisher                        | Angels in America: Millennium Approaches |            |
| Dennis Parichy                      | Redwood Curtain                          |            |
| 1994 48e cérémonie des Tony Awards  |                                          |            |
| Rick Fisher                         | An Inspector Calls                       |            |
| Beverly Emmons                      | Passion                                  |            |
| Jules Fisher                        | Angels in America: Perestroika           |            |
| Natasha Katz                        | Beauty and the Beast                     |            |
| 1995 49e cérémonie des Tony Awards  |                                          |            |
| Andrew Bridge                       | Sunset Boulevard                         |            |
| Beverly Emmons                      | The Heiress                              |            |
| Mark Henderson                      | Indiscretions                            |            |
| Paul Pyant                          | Arcadia                                  |            |
| 1996 50e cérémonie des Tony Awards  |                                          |            |
| Peggy Eisenhauer et Jules Fisher    | Bring in 'da Noise/Bring in 'da Funk     |            |
| Christopher Akerlind                | Seven Guitars                            |            |
| Blake Burba                         | Rent                                     |            |
| Nigel Levings                       | The King and I                           |            |
| 1997 51e cérémonie des Tony Awards  |                                          |            |
| Ken Billington                      | Chicago                                  |            |
| Beverly Emmons                      | Jekyll and Hyde                          |            |
| Donald Holder                       | Juan Darién                              |            |
| Richard Pilbrow                     | The Life                                 |            |
| 1998 52e cérémonie des Tony Awards  |                                          |            |
| Donald Holder                       | The Lion King                            |            |
| Paul Anderson                       | The Chairs                               |            |
| Mike Baldassari et Peggy Eisenhauer | Cabaret                                  |            |
| Peggy Eisenhauer et Jules Fisher    | Ragtime                                  |            |
| 1999 53e cérémonie des Tony Awards  |                                          |            |
| Andrew Bridge                       | Fosse                                    |            |
| Mark Henderson                      | The Iceman Cometh                        |            |
| Natasha Katz                        | Twelfth Night                            |            |
| Chris Parry                         | Not About Nightingales                   |            |

### Années 2000
| Année                              | Designer                     | Production |
| ---------------------------------- | ---------------------------- | ---------- |
| 2000 54e cérémonie des Tony Awards |                              |            |
| Natasha Katz                       | Aida                         |            |
| Peggy Eisenhauer et Jules Fisher   | Marie Christine              |            |
| Peggy Eisenhauer et Jules Fisher   | The Wild Party               |            |
| Peter Kaczorowski                  | Kiss Me, Kate                |            |
| 2001 55e cérémonie des Tony Awards |                              |            |
| Peter Kaczorowski                  | The Producers                |            |
| Peggy Eisenhauer et Jules Fisher   | Jane Eyre                    |            |
| Paul Gallo                         | 42nd Street                  |            |
| Kenneth Posner                     | The Adventures of Tom Sawyer |            |
| 2002 56e cérémonie des Tony Awards |                              |            |
| Brian MacDevitt                    | Into the Woods               |            |
| David Hersey                       | Oklahoma!                    |            |
| Natasha Katz                       | Sweet Smell of Success       |            |
| Paul Gallo                         | The Crucible'                |            |
| 2003 57e cérémonie des Tony Awards |                              |            |
| Nigel Levings                      | La Bohème                    |            |
| Donald Holder                      | Movin' Out                   |            |
| Brian MacDevitt                    | Nine                         |            |
| Kenneth Posner                     | Hairspray                    |            |
| 2004 58e cérémonie des Tony Awards |                              |            |
| Peggy Eisenhauer et Jules Fisher   | Assassins                    |            |
| Brian MacDevitt                    | Fiddler on the Roof          |            |
| Brian MacDevitt                    | Henry IV, Part 1 et Part 2   |            |
| Kenneth Posner                     | Wicked                       |            |